# Saison 4 des 4400
Chronologie
Saison 3
Cet article présente le guide des épisodes de la quatrième et dernière saison de la série télévisée Les 4400.

## Épisodes

### Épisode 1:Le Messie
- États-Unis : 17 juin 2007 sur USA Network
- France : 15 mars 2008 sur M6
- Québec : 5 mars 2009 sur Mystère[1]

- États-Unis : 2,5 millions de téléspectateurs[2] (première diffusion)

- Cameron Bright : Graham Holt

### Épisode 2:La Peur au ventre
- États-Unis : 24 juin 2007 sur USA Network
- France : 15 mars 2008 sur M6

- Colin Cunningham : Ryan Powell
- Jake Cherry : Brandon Powell
- Greg Anderson : Lloyd
- Vincent Gale : Jack Delphy

### Épisode 3:Audrey Parker
- États-Unis : 1er juillet 2007 sur USA Network
- France : 22 mars 2008 sur M6

- Constance Towers : Audrey Parker
- Laura Mennell : Audrey Parker jeune
- Greg Anderson : Lloyd

### Épisode 4:Danser avec le diable
- États-Unis : 7 juillet 2007 sur USA Network
- France : 22 mars 2008 sur M6

- Natasha Gregson : April Skouris
- Zak Santiago : Colin McGrath
- Brennan Elliott : Ben Saunders
- JoannaJennifer Spencer :

- Dernières apparitions d'April Skouris et Ben Saunders.
- Première apparition de Joanna, la nouvelle secrétaire de Shaw.

### Épisode 5:Une question de choix
- États-Unis : 15 juillet 2007 sur USA Network
- France : 29 mars 2008 sur M6

- Garry Chalk : le sheriff
- Mark Acheson : Paul Weir
- Martin Cummins : Gabriel Hewitt

### Épisode 6:Les Marqués
- États-Unis : 22 juillet 2007 sur USA Network
- France : 29 mars 2008 sur M6

- Todd Giebenhain : Curtis Peck
- Jennifer Spencer : Joanna
- Martin Cummins : Gabriel Hewitt

### Épisode 7:La Cité promise
- États-Unis : 29 juillet 2007 sur USA Network
- France : 5 avril 2008 sur M6

### Épisode 8:Piégés
- États-Unis : 5 août 2007 sur USA Network
- France : 5 avril 2008 sur M6

- Dernière apparition de PJ qui se fait arrêter à cause de son injection et de sa capacité.

### Épisode 9:Retomber en enfance
- États-Unis : 12 août 2007 sur USA Network
- France : 12 avril 2008 sur M6

- Jordan Lasorsa-Simon : bébé Isabelle
- Madison Pettis : Isabelle ado

- Jordan Lasorsa reprend son rôle d'Isabelle, pendant la saison 2 elle était le bébé.

### Épisode 10:Un des nôtres
- États-Unis : 19 août 2007 sur USA Network
- France : 12 avril 2008 sur M6

- Laura Allen : Lily Moore Tyler

### Épisode 11:Combattre le destin
- États-Unis : 26 août 2007 sur USA Network
- France : 19 avril 2008 sur M6

- Alexia Fast : Lindsey Hammond

### Épisode 12:Je est un autre
- États-Unis : 7 septembre 2007 sur USA Network
- France : 19 avril 2008 sur M6

### Épisode 13:L'Aube d'un nouveau monde
- États-Unis : 16 septembre 2007 sur USA Network
- France : 19 avril 2008 sur M6